# Павле Холодков
Павле Холодков (Рјазањ, 28. јун 1888 — Београд, 15. мај 1967) био је руски оперски певач.

## Биографија
Рођен је у скромној породици трговца-занатлије. Холодков је већ од својих родитеља наследио љубав и дар за уметност. Отац му је имао одличан баритон и важио је као добар певач-дилетант народних песама. Пошто је завршио гимназију и положио матуру, родитељи су желели да њихов син ступи на Универзитет. Али судбина је желела другачије. Холодков је отишао у Петроград и ступио у Конзерваторијум. У њему је остао само три месеца. Затим је почео да ради приватно код професора баритонисте Тартакова и најзад се уписао у Московску високу школу „Филхармонија“, коју је завршио 1913. године. Исте године је учествовао на конкурсу за улазак у Московско народно позориште. Победио је девет конкурената и добио ангажман. Године 1914. је гостовао у „Аиди" у Опери Зимин, после чега је постао њен члан. Године 1919. је био члан Народног позоришта у Одеси. После рата и револуције, стигао је преко Истанбула у Београд. Дана 1. фебруара 1921. постао је члан Београдске опере која се управо формирала. Током двадесет година, он је стално и предано радио у њој, створивши за то време око шездесет рола. Између великог броја његових креација, треба издвојити нарочито партије певане у операма Аида, Травијата, Риголето, Отело, Бал под маскама, Тоска, Пајаци, Девојка са Запада, Самсон и Далила, Кармен, Фиделио, Лоенгрин, Евгеније Оњегин, Царска невеста, Борис Годунов, Хованшчина, Пикова дама, Кнез Игор, Салома, Мртве очи, У долини и др.
О уметничким квалитетима Холодкова написао је, приликом прославе двадесетпетогодишњице његовог уметничког рада, Миленко Живковић: „Овај глас великог обима и племените боје има урођену топлину и мекоту, а његова динамична експанзија располаже необично великим могућностима. У сценској припреми његове вокалне особине излучују читаво богатство изражајних елемената. Широке и необично моделиране кантилене имају подједнаку сугестивност, као и драмски усклици пуни експлозивне енергије. И све је то увек оживотворено целисходиим психолошким зрачењем. У томе, као и у силно афектуозној драмској игри Холодкова лежи тајна његовог огромног успеха, која га је са правим делириумом пре неких осамнаест година умела 15—20 пута изазивати пред завесу“.